# لوکاس پروزو
لوکاس پروزو (انگلیسی: Lucas Pruzzo؛ زادهٔ ۶ ژوئیهٔ ۱۹۹۴) بازیکن فوتبال اهل آرژانتین است.